# Nikaia (Mythologie)
Nikaia (altgriechisch Νικαία Nikaía) ist in der griechischen Mythologie eine jungfräuliche Jägerin im Gefolge der Artemis.
Sie ist die Tochter des Flussgottes Sangarios und der Göttin Kybele. Ihr Jagdrevier waren die Wälder des astakischen Meerbusens am Marmarameer. Ihre Beute waren nicht Hirsche, Rehe oder gar Hasen, sondern Löwen und Bären. In diese freie und wilde Frau, die in einer Höhle lebte und Löwen mit bloßen Händen bezwang, verliebte sich der Rinderhirt Hymnos. Der liebeskranke Hirte fand jedoch bei Nikaia keine Erfüllung für seine Leidenschaft, sondern den Tod. Er hatte sie allerdings auch darum gebeten, ihn zu töten, und so seinen Liebesqualen ein Ende zu machen. Nikaia erfüllte die Bitte und erschoss ihn mit einem Pfeil.
Diese kaltherzige Tat erzürnte nicht nur die Nymphen und Najaden, sondern auch den Gott Eros, der schwor, die mordende Jungfrau der Gewalt des Dionysos zu unterwerfen, der zu jener Zeit in der Gegend war und Krieg gegen die Inder führte.
Dionysos beobachtete Nikaia beim Bad in einem Bergquell und verliebte sich, vom Pfeil des Eros getroffen, auf das Heftigste in Nikaia. Doch auch der Gott wird zurückgewiesen:
Wenn ich begehrte, es sei ein Gott mein Gatte, dann würd ich

Nicht den weibischen Schwächling, den waffenlosen, gelockten

Buhlen Dionysos wählen, mein Brautbett wäre dem Schützen

Phoibos als Gatten oder dem ehernen Ares bereitet […]
Nachdem Dionysos sie zunächst mit schmachtender Liebe verfolgt hatte, wird er von einer Nymphe darauf hingewiesen, dass sein Vater Zeus bei seinen Liebschaften nicht lange nach Einverständnis oder Neigung gefragt hätte. Dionysos ändert also sein Vorgehen: als Nikaia durstig aus einer Waldquelle trinkt, verwandelt er das Wasser in Wein. Nikaia sinkt betrunken in einen Betäubungsschlaf, in dem sie von Dionysos vergewaltigt wird.
Als Nikaia erwacht, bemerkt sie, was ihr geschehen ist und versucht in ihrer Verzweiflung, sowohl den Dionysos als auch sich selbst zu töten. Beides misslingt. Sie verlässt den Wald voll Scham und wird nach neun Monaten Mutter der Telete („Feier“), die eine unermüdliche Tänzerin im nächtlichen Gefolge des Dionysos wird.
Zu Ehren Nikaias gründet Dionysos die nach ihr benannte Stadt Nikäa.
Die Geschichte von Hymnos und Nikaia wird von Nonnos von Panopolis im 15. und 16. Gesang der Dionysiaka erzählt.